# Staw Wolski
Staw Wolski (lub Staw Wolski na terenie Cmentarza Wolskiego) – staw w dzielnicy Wola w Warszawie.

## Położenie i charakterystyka
Staw leży po lewej stronie Wisły, w stołecznej dzielnicy Wola, na obszarze MSI Ulrychów. Wchodzi w skład terenu cmentarza Powstańców Warszawy chronionego od 2012 roku jako zabytek (nr rej. A-1057 z 29.02.2012). Znajduje się w pobliżu ulic Wolskiej i Józefa Sowińskiego, w sąsiedztwie cmentarza Wolskiego. Według różnych źródeł położony jest na obszarze zlewni bezpośredniej Wisły od Kanału Kamionkowskiego do oddzielenia się Kanału Żerańskiego lub na obszarze zlewni Żbikówki.
Zgodnie z ustaleniami w ramach „Programu Ochrony Środowiska dla m. st. Warszawy na lata 2009–2012 z uwzględnieniem perspektywy do 2016 r.” staw położony jest na wysoczyźnie, a jego powierzchnia wynosi 0,1403 ha. Według numerycznego modelu terenu udostępnionego przez Geoportal lustro wody znajduje się na wysokości 105,2 m n.p.m.
Jest glinianką, powstał w sposób sztuczny. W 2021 stwierdzono tu występowanie różanki.
Zgodnie z miejscowym planem zagospodarowania przestrzennego rejonu cmentarza Powstańców Warszawy z 2018 roku nakazuje się zachowanie zbiornika wodnego.